# Seuthès III
Seuthès III (en grec ancien Σεύθης / Seuthēs) est un roi thrace  du royaume des Odryses qui a régné de vers 331 à 301 av. J.-C. Il est dans un premier temps vassal du royaume de Macédoine sous le règne d'Alexandre le Grand.

## Liminaire
En 347-346 av. J.-C., la Thrace avait été en grande partie soumise par la Macédoine dont les troupes étaient conduites par le père d'Alexandre le Grand, Philippe II, achevée par la conquête du sud de la Thrace en 341 av. J.-C. À la mort de Philippe II, survenue en 336, les tribus thraces se révoltèrent contre Alexandre, qui avait combattu et défait les Gètes ainsi que Syrmos, roi des Triballes. Tous les autres Thraces se sont soumis à lui et ont envoyé des troupes rejoindre son armée. Un fils de Seuthès, Cotys II, a alors pris la citoyenneté athénienne.

## Biographie
Seuthès à son tour se révolta contre les Macédoniens vers 325 av. J.-C., après que Zopyrion, le gouverneur d'Alexandre, fut tué dans une bataille contre les Gètes. Il fut apparemment soumis par Antipater, mais après la mort d'Alexandre en 323 av. J.-C. il reprit les armes pour s'opposer au nouveau gouverneur, Lysimaque. Après s'être combattus à deux reprises sans qu'il n'y ait réellement de vainqueur, Seuthès fut finalement contraint de reconnaître l'autorité de Lysimaque, donc des successeurs d'Alexandre. En 320 av. J.-C., Seuthès III déplaça le royaume des Odryses au centre du territoire thrace et construisit sa capitale à Seuthopolis (actuellement Kazanlak). En 313 av. J.-C., il appuya Antigone le Borgne dans sa guerre contre Lysimaque, son suzerain, occupant les cols du mont Hémus, mais il fut battu et forcé de se soumettre. Lysimaque est finalement mort à la bataille de Couroupédion contre Séleucos Ier Nicator en 281 av. J.-C., après quoi la Thrace devint la vassale de Ptolémée II.
Seuthès a au moins six fils, deux de son premier mariage Cotys II et Rebulas, et quatre de son second mariage avec Bérénice fille du roi d'Asie Antigone le Borgne (Hebrizelm II, Teres IV, Tsadok et Sadalas) ainsi qu'inscrit sur le serment découvert à Seuthopolis. 5

## Découverte de sa sépulture

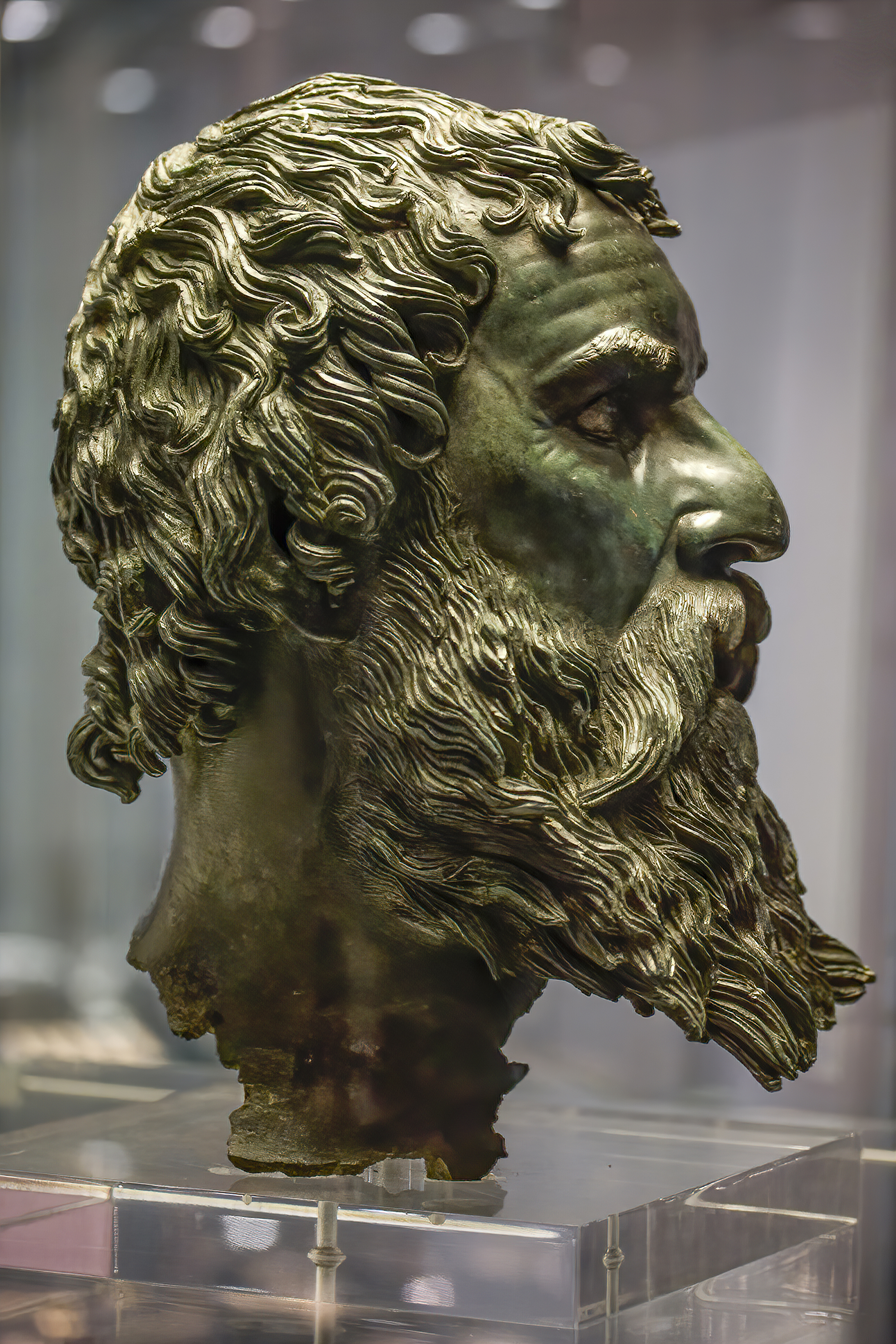
Tête en bronze de Seuthès III trouvée dans son tombeau à Kazanlak, conservée au Musée archéologique national de Bulgarie.

Le mausolée de Seuthès III a été découvert en août 2004 par l'archéologue bulgare Gueorgui Kitov à proximité de Sofia. À l'entrée du tombeau, les archéologues ont découvert la tête en bronze du roi thrace. En pénétrant dans la vaste sépulture par un long corridor prolongé par trois pièces en enfilade, ils se rendirent compte que celle-ci était inviolée et contenait un trésor inestimable dont une couronne en or, des épées, des vases de libation, des jambières, des amphores et quantité d'autres objets. En tout 130 objets furent découverts. Le poids total des objets en or avoisinait le kilogramme. La sépulture a pu être attribuée à Seuthès III grâce à son nom inscrit sur un casque trouvé dans la chambre funéraire.

## Seuthopolis
Vers 325-315 av. J.-C., Seuthès III fit construire sa capitale Seuthopolis au milieu du territoire de la Thrace (au centre de la Bulgarie actuelle). C'était une petite ville avec des rues rectilignes se croisant à angle droit et qui était dotée d'un système de distribution d'eau. La forteresse, à la fois temple et palais royal, était située sur une hauteur et formait un quadrilatère de 80 mètres sur 20.
Découverte par des archéologues bulgares en 1948 lors de la construction sur la rivière Toundja du barrage Georgi Dimitrov (renommé en barrage de Koprinka), Seuthopolis fut soigneusement fouillée et étudiée, mais ses vestiges furent engloutis par le lac de barrage. En 2005, l'architecte bulgare Zheko Tilev a déposé le projet de redécouvrir l'ancienne capitale thrace grâce à la construction d'un mur de barrage autour des ruines de Seuthopolis.

## Film documentaire
- Zlatina Rousseva, Seuthès l'immortel, les secrets d'un roi thrace[4], France, 2009, 52 min, première diffusion sur Arte le 28 avril 2012[5].